# 432 Park Avenue
432 Park Avenue ist ein Wolkenkratzer in Manhattan in New York City. Mit Stand 2023 ist der von Rafael Viñoly entworfene knapp 426 Meter hohe Turm das fünfthöchste Gebäude der Stadt, das sechsthöchste Gebäude in den Vereinigten Staaten und weltweit das dritthöchste Wohngebäude.

## Lage
Der Wohnturm befindet sich in Midtown Manhattan im Stadtteil Turtle Bay (Midtown East) mittig in einem Block zwischen der Park Avenue und Madison Avenue sowie East 56th und East 57th Street. Er ist ein Block von der bekannten Fifth Avenue und drei Blocks vom Central Park entfernt. Der Turm ist Teil der Billionaires’ Row, einer Reihe von neuerbauten Wolkenkratzern entlang der 57th und 58th Street, darunter der One57 (306 Meter), der Central Park Tower (472 Meter), der 220 Central Park South (290 Meter) und der 111 West 57th Street (435 Meter).

## Übersicht

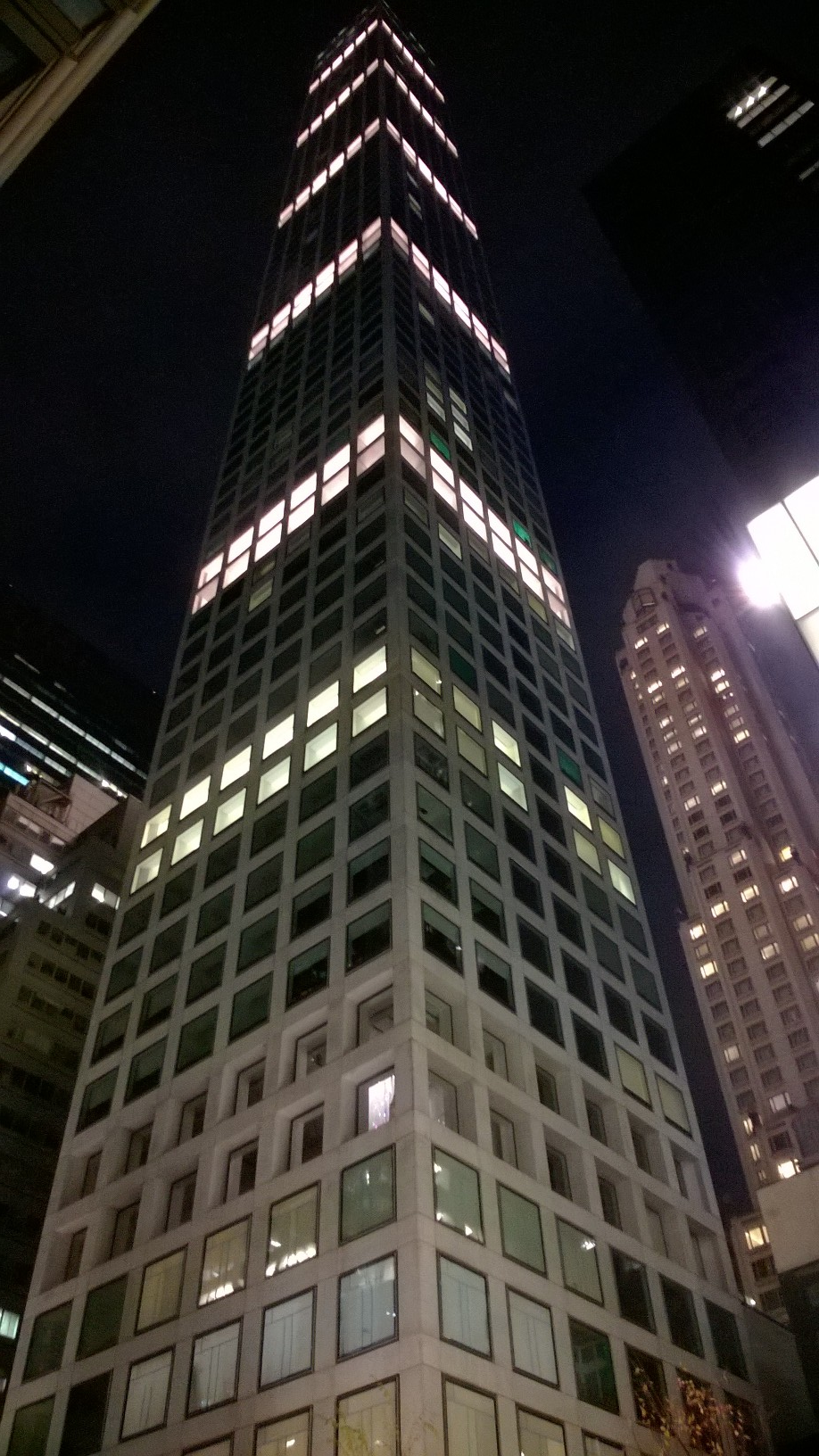
Die beleuchteten Technikgeschosse von 432 Park Avenue bei Nacht

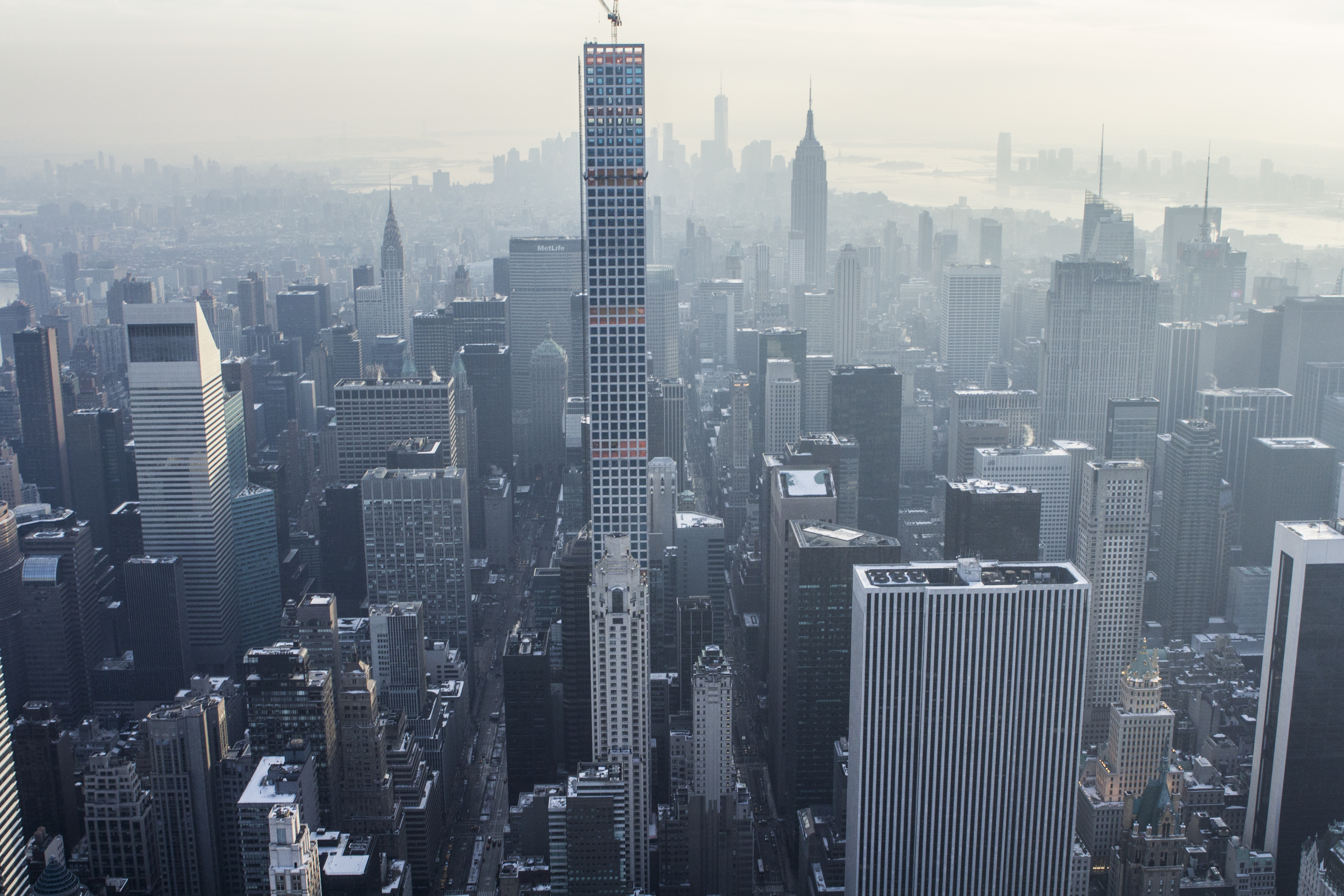
Midtown Manhattan aus der Luft mit 432 Park Avenue

Der Bau des Gebäudes begann im Jahr 2012 und wurde 2015 abgeschlossen und im Jahr darauf eröffnet, nachdem die Endhöhe bereits im Oktober 2014 erreicht wurde. Seine Endhöhe ist mit 425,7 Metern (1397 Fuß) die dritthöchste Dachhöhe von New York. Es ist in New York das fünfthöchste Gebäude und weltweit auf Platz 30 der Gebäude mit der höchsten architektonischen Höhe.
Die Planungen, die im Herbst des Jahres 2011 vorgestellt wurden, sahen vor, an der Park Avenue in Manhattan in unmittelbarer Umgebung zum Central Park einen rund 426 Meter hohen Wolkenkratzer zu errichten. Das Gebäude war mit dieser Höhe nach dem Richtfest zeitweise das zweithöchste Gebäude der Stadt nach dem One World Trade Center (541 Meter) einige Kilometer südlich in Lower Manhattan. Es übertrifft damit als vierthöchstes Gebäude in Midtown Manhattan auch das 381 Meter hohe Empire State Building. Innerhalb der USA belegt es nach dem One World Trade Center und unter anderem dem 442 Meter messenden Willis Tower (bis 2009 Sears Tower) in Chicago den sechsten Rang der höchsten Wolkenkratzer. Das Bauwerk ist nach seiner architektonischen Höhe neun Meter höher als das frühere 2001 zerstörte World Trade Center. Gestalterisch zeichnet sich das über eine quadratische Grundfläche von 28 m × 28 m verfügende Gebäude durch seine sehr schlanke Proportion aus, die Breite zur Höhe beträgt 1 : 15. Auch mit der wachsenden Höhe bleibt die für seine Größe äußerst schmale Grundfläche unverändert bestehen, bis es mit einem von Fassadenwänden umgebenen Flachdach abschließt. Dadurch hebt sich der Turm durch seine Gestalt und Höhe von der näheren Umgebung ab.
Das Hochhaus wird fast ausschließlich zu Wohnzwecken genutzt. Auf 85 Etagen (vermarktet als 96; nach CTBUH-Kriterien 85) sind insgesamt 104 Apartments untergebracht. Unterirdisch existieren technische Einrichtungen und weitere drei Geschosse. Die Baukosten betrugen etwa 1,25 Milliarden US-Dollar. Eine Dreizimmerwohnung kostet etwa 9,7 Millionen Dollar. Das Penthouse wurde für etwa 95 Millionen Dollar verkauft. Durch den Verkauf der Wohnungen sollen drei Milliarden US-Dollar eingenommen werden. Geschätzt wird immer nur etwa ein Viertel der Wohnungen gleichzeitig bewohnt, da die Bewohner die Angewohnheit haben sollen, zwischen verschiedenen Wohnsitzen zu pendeln.

## Abriss des Drake Hotels

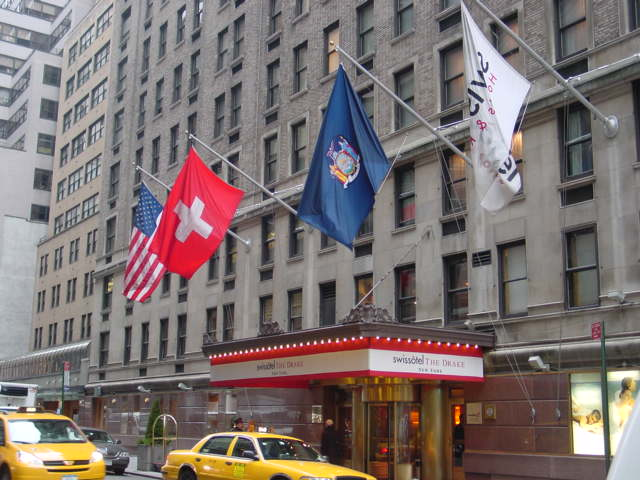
Eingangsbereich des früheren Drake Hotels im Jahr 2006

Auf dem Grundstück an der Park Avenue (mit gleichnamiger Adresse zum Namen) befand sich zuvor das Drake Hotel. Es wurde 1926 durch die Firma Bing & Bing fertiggestellt und hatte 21 Etagen mit 495 Räumen. Es war über viele Jahrzehnte ein bekanntes Hotel der oberen Klasse. 2006 wurde es von der Hotelkette Swissotel für 440 Millionen US-Dollar an den Investor Harry Macklowe verkauft, der das Gebäude im darauf folgenden Jahr abreißen ließ.

## Bauarbeiten

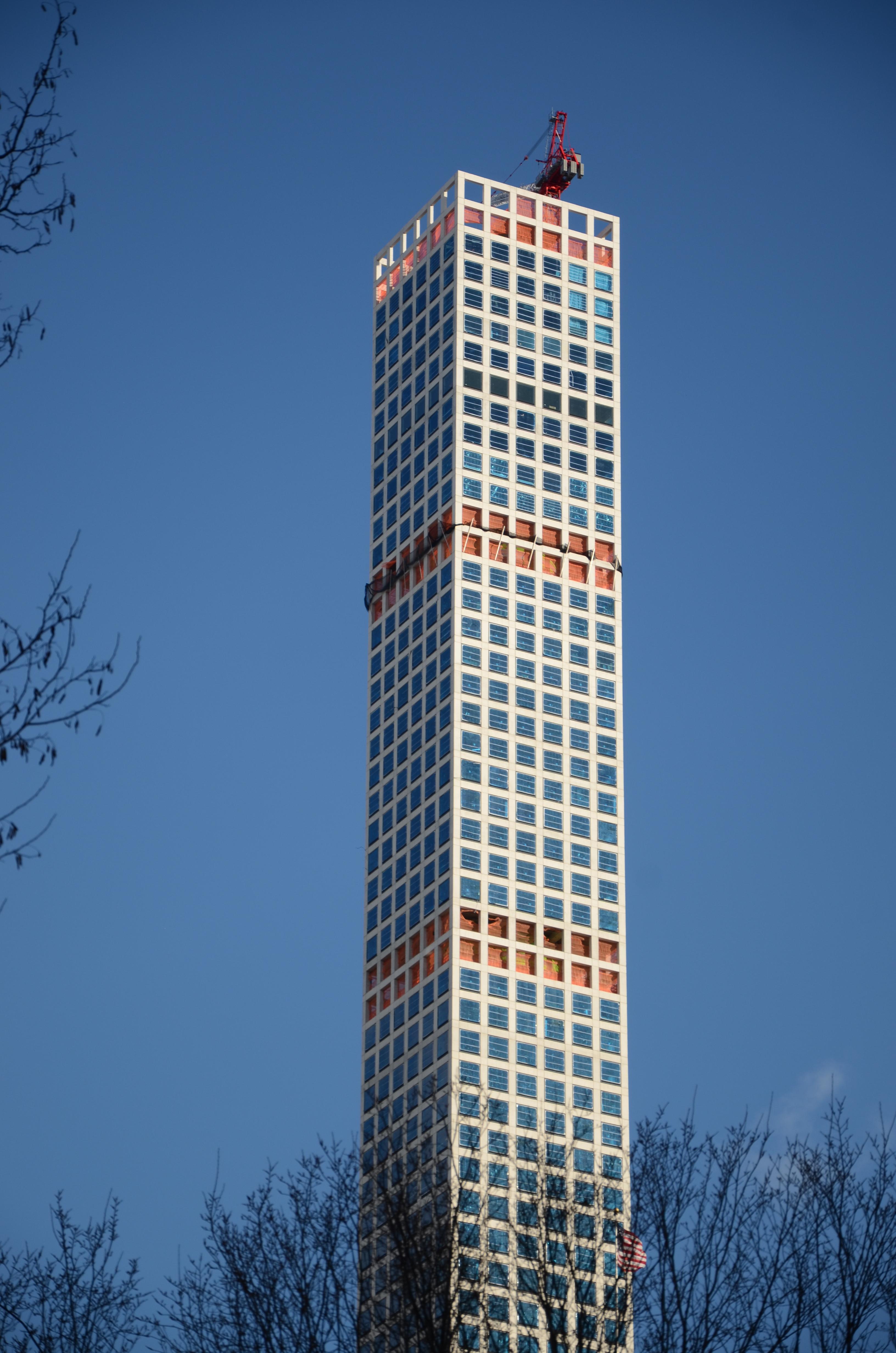
Der obere Gebäudeteil (März 2015)

Im Januar 2012 wurde mit Bauplatzvorbereitungen begonnen. Im Mai 2012 begannen die ersten Bauarbeiten auf dem Grundstück, bei denen Pfähle in den Boden zur Fundamentsgründung gebohrt und betoniert wurden. Am 27. September 2012 wurde auf der Baustelle mit der Errichtung des ersten festen Baukrans begonnen, der wenige Tage später in Betrieb genommen wurde. In den ersten Wochen des Jahres 2013 wurde ein zweiter identischer Baukran auf der anderen Seite des Rohbaus installiert. Die Betonarbeiten waren bereits Mitte Februar 2013 so weit fortgeschritten, dass die Baustelle des Wolkenkratzers Straßenhöhe erreicht hatte. Der innere Gebäudekern aus Stahlbeton hatte zu diesem Zeitpunkt das Straßenniveau um mehrere Meter überschritten. Nach dem Erreichen der Straßenhöhe wurde mit dem Bau der oberirdischen Etagen begonnen.
Mitte Mai 2013 wurden erste Glasscheiben mit einer Größe von zweieinhalb auf zweieinhalb Metern angebracht. Die Hälfte der Höhe, rund 210 Meter, wurde im Januar 2014 erreicht, nachdem auch die Fassadenverkleidung weiter fortgeschritten war. Einen Meilenstein markiert der 17. Mai 2014, als der Gebäudekern erstmals die 300-Meter-Marke übertraf und 432 Park Avenue somit dem Club der Supertall-Wolkenkratzer New Yorks beitrat. Mitte Juni 2014 stieg 432 Park Avenue zum vierthöchsten Gebäude in New York auf, als es mit einer Höhe von über 321 Metern sowohl das Chrysler Building als auch den New York Times Tower mit jeweils 319 Metern Höhe übertraf. Am 13. Oktober 2014 erreichte der Gebäudekern seine Endhöhe, wobei eine feierliche Zeremonie abgehalten wurde. Jedoch fehlten zu diesem Zeitpunkt noch zwei Stockwerke, bis das Gebäude seine endgültige Höhe von 425,7 Metern erreicht. Ende Oktober 2014 wurden die letzten Querbalken angebracht (zwei Stockwerke über dem Gebäudekern), womit 432 Park Avenue damals zum zweithöchsten Gebäude New Yorks und zum dritthöchsten der USA avancierte.
Die Bauarbeiten wurden Ende des Jahres 2015 abgeschlossen. Die Eröffnung erfolgte am 23. Dezember 2015.

## Klagen der Bewohner
Im September 2021 berichtete die BBC, Bewohner des Gebäudes hätten eine Klage über 250 Millionen Dollar beim Obersten Gerichtshof von New York eingereicht. Darin heiße es, dass es in dem Gebäude im Juni 2021 unter anderem zu einer Explosion in der Elektrik gekommen sei, die die Bewohner ohne Strom zurückgelassen habe, sowie zu erschreckenden unerklärlichen Geräuschen und Vibrationen. Laut BBC zitierte die New York Times einen Bewohner, der den Lärm bei der Benutzung des Müllschluckers mit einer Bombe verglich. Viele der Probleme würden in der Klage als Bedrohung der Sicherheit bezeichnet. In der Klage werde außerdem behauptet, die Aufzüge des Gebäudes hätten die Bewohner mehrfach stundenlang im Stich gelassen. Die Betreiber und Erbauer CIM and Macklowe Properties haben gegenüber BBC eine Stellungnahme zu den Vorwürfen abgelehnt. Im Jahr 2019 sind die Gemeinkosten um knapp 40 Prozent gestiegen.

## Galerie

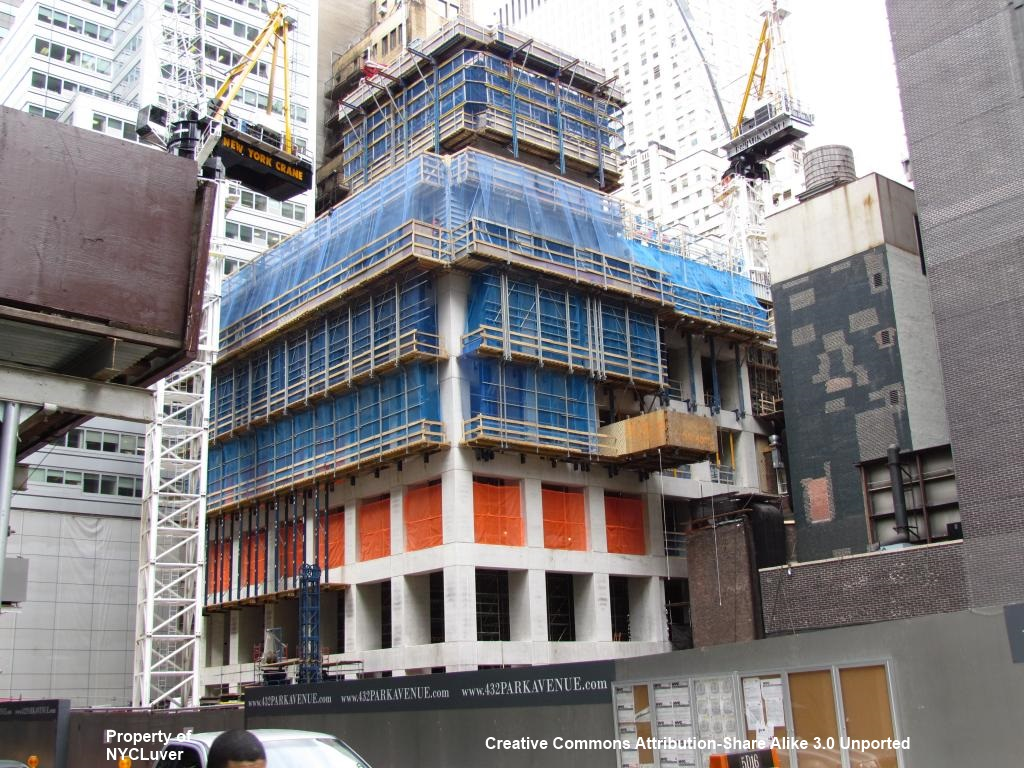
Bauarbeiten am Gebäude im März 2013
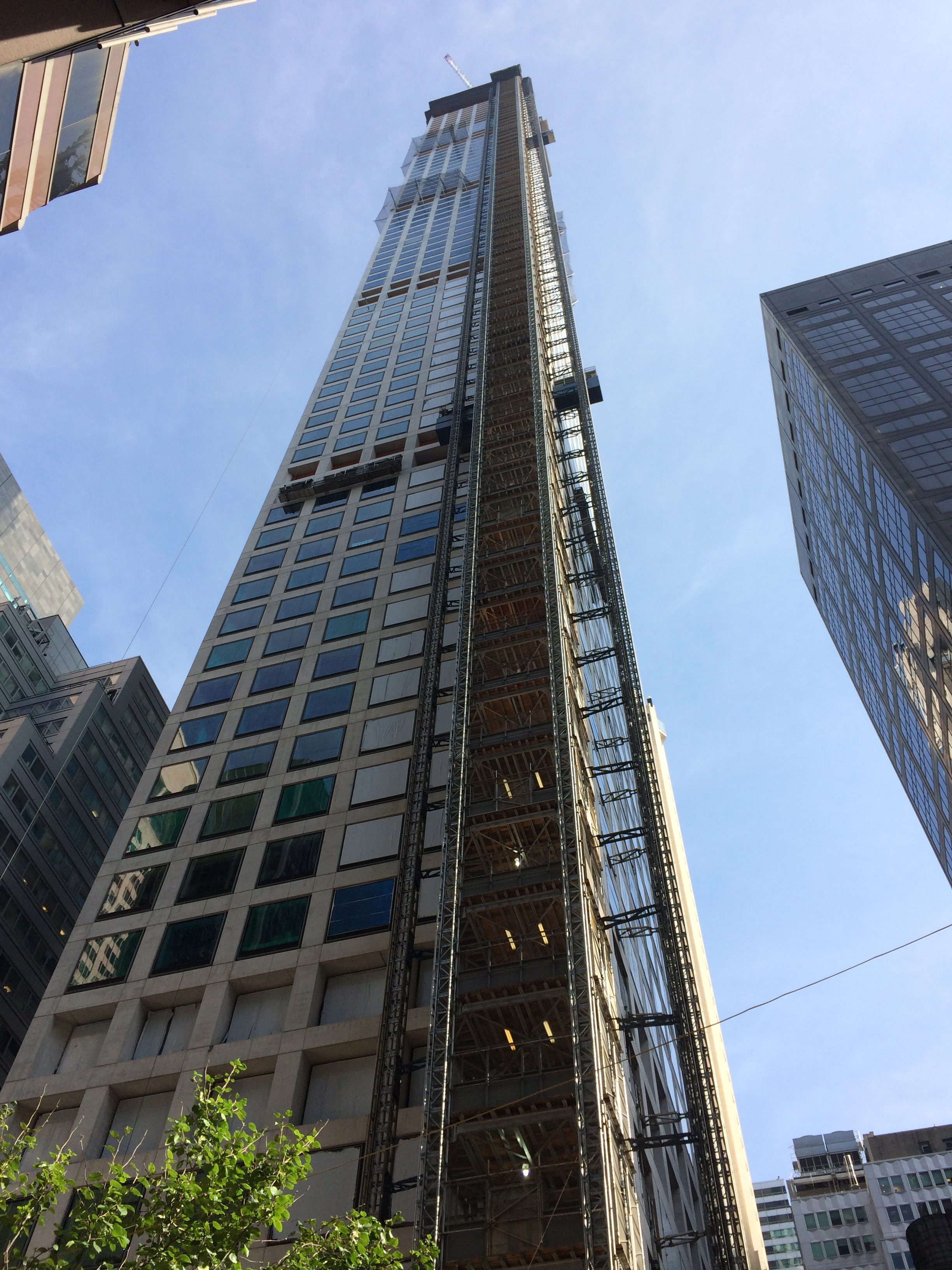
Der Turm im September 2014
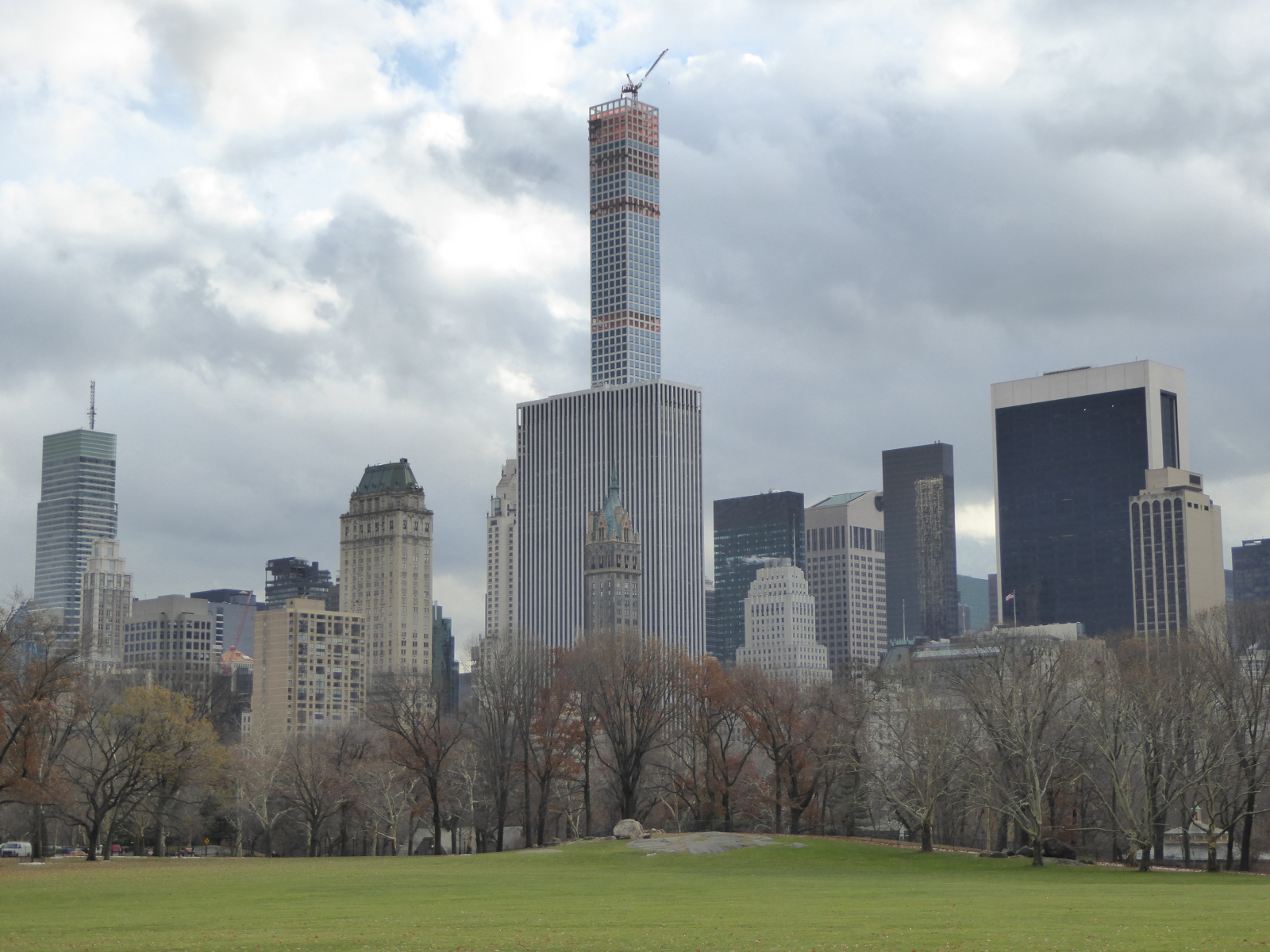
Ansicht vom Central Park im Dezember 2014
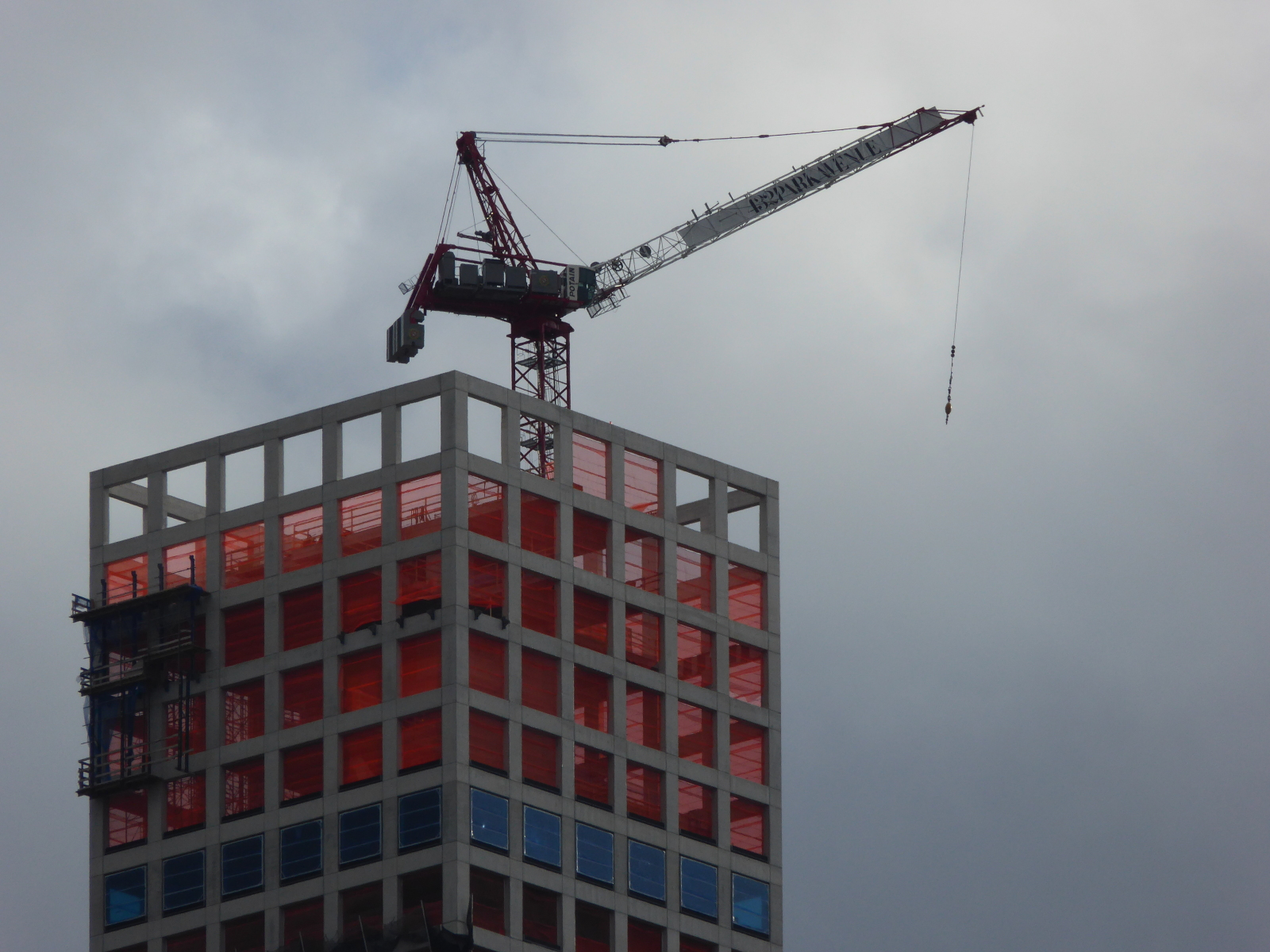
Die Spitze im Dezember 2014
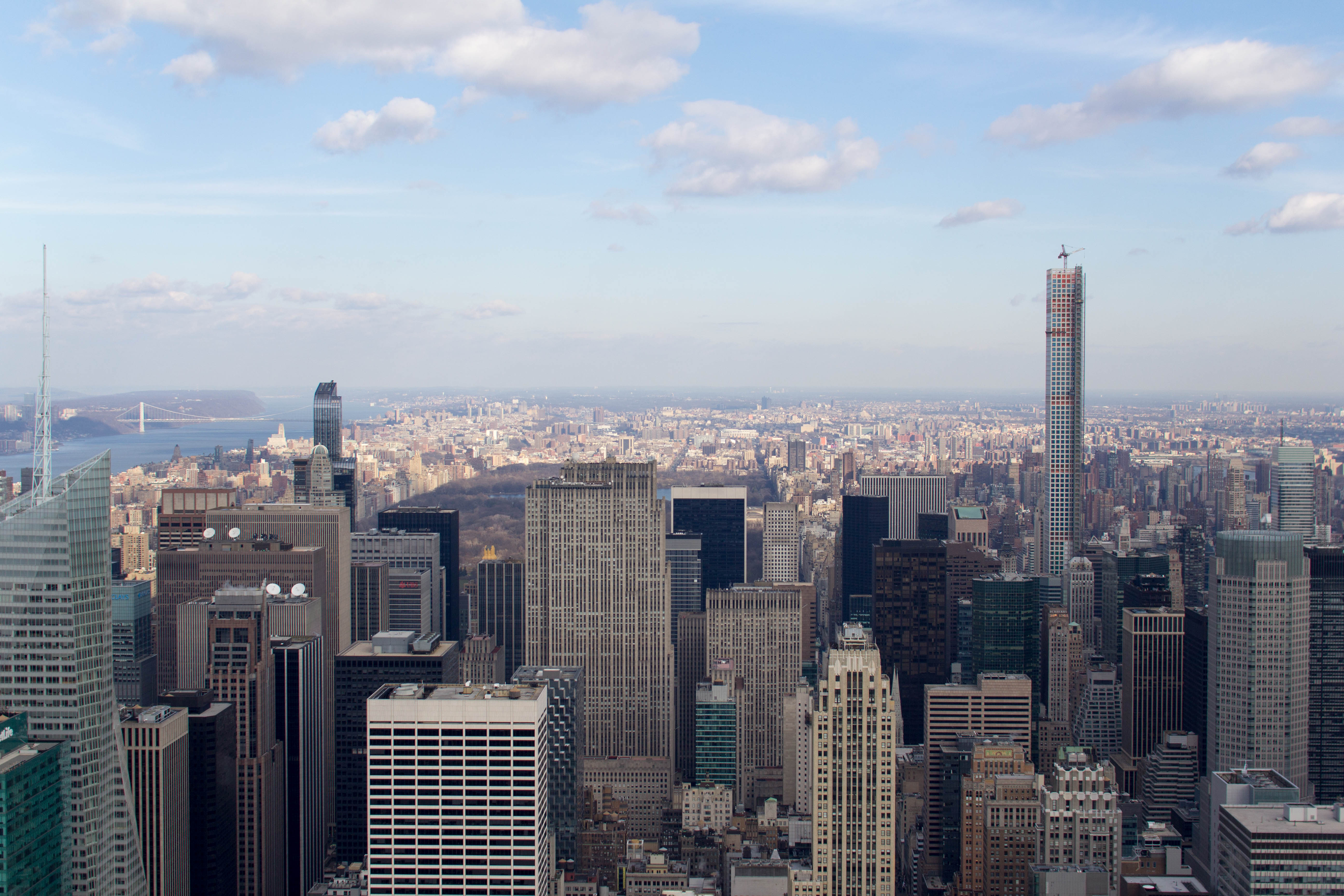
432 Park Avenue mittig rechts Anfang Januar 2015
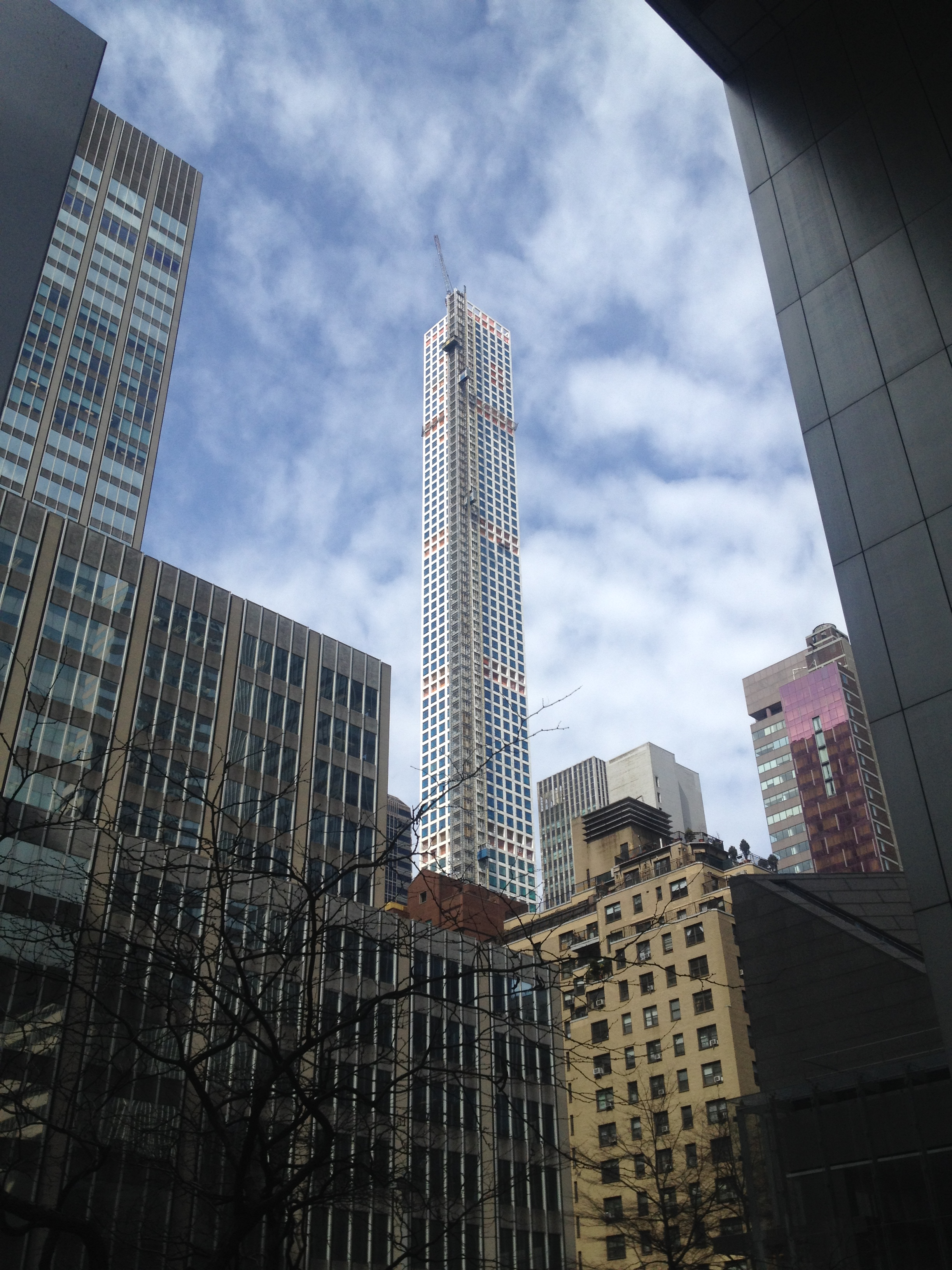
432 Park Avenue Anfang April 2015
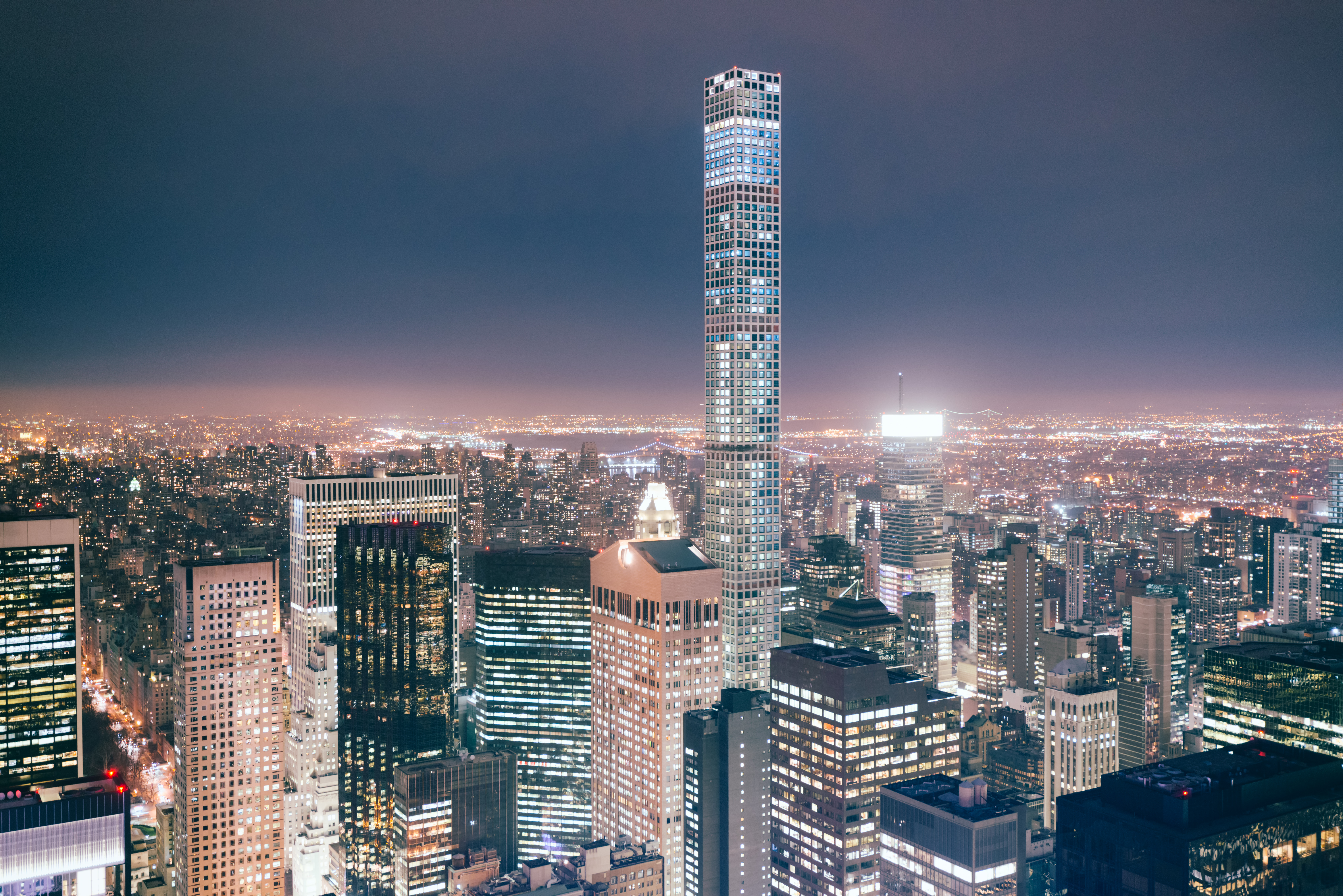
Bei Nacht Januar 2016
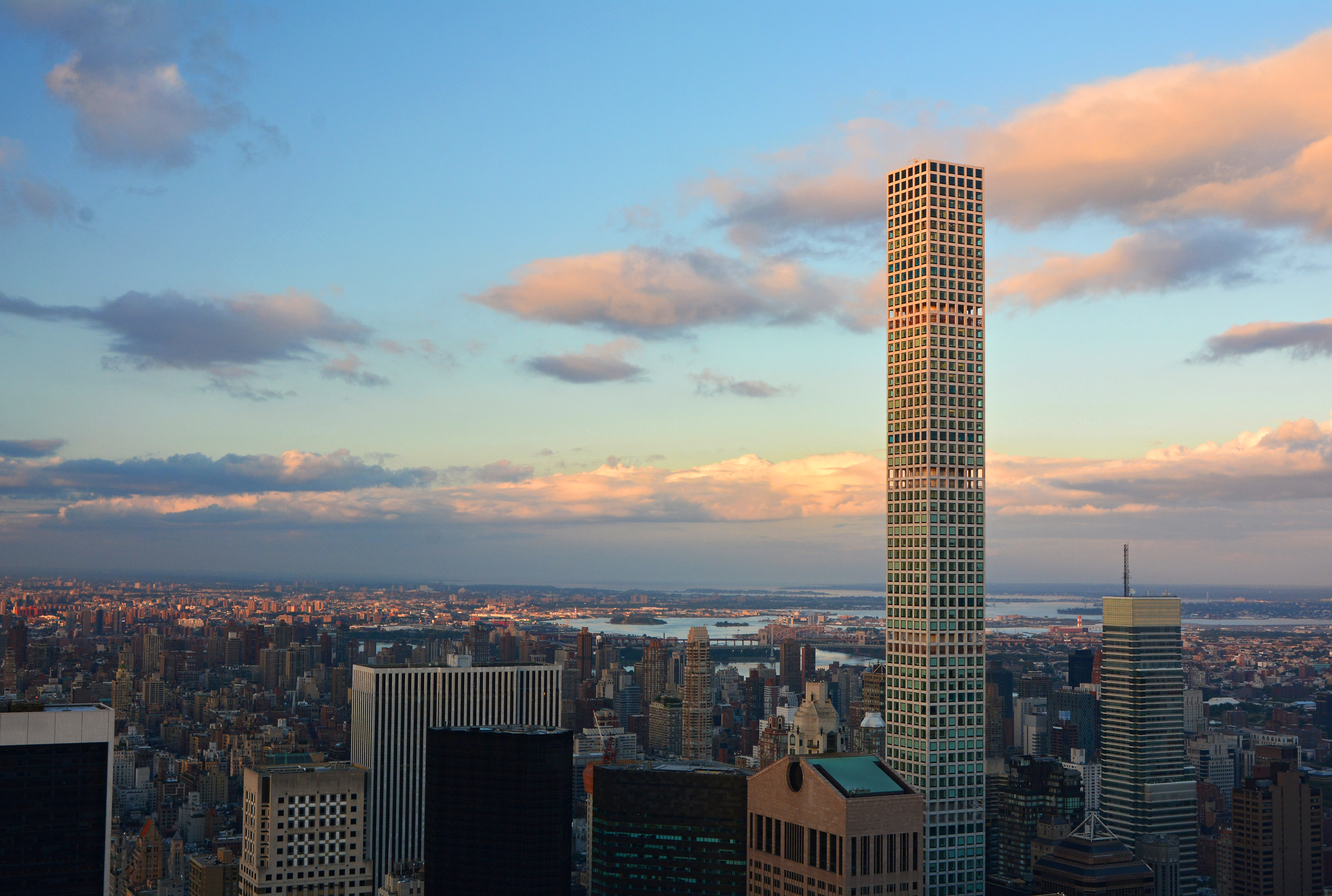
Der höchste reine Wohnturm weltweit